# Заньковский, Сергей Степанович
Сергей Степанович Заньковский (1859 — после 1927) — полтавский городской голова в 1913—1917  годах.

## Биография
Из полтавских дворян (а те - от казацкой старшины Полтавского полка Войска Запорожского). В 1878 году окончил Кременчугском реальном училище, позже — Константиновское военное училище.
Служил в 9-й артиллерийской бригаде, где был командиром 3 батареи.
В 1906 году вышел в отставку с чином подполковника. В 1910 году единогласно избран членом полтавской городской управы, с февраля 1913 года — полтавский городской голова.
Во время гражданской войны участвовал в Белом движении; служил в чине подполковника в Вооружённых силах Юга России; был взят в плен частями РККА.
С 1923 года состоял на особом учете в Полтавском ГПУ. До 1928 года работал на электростанции г. Полтавы.